# 桜花忍法帖 バジリスク新章
『桜花忍法帖 バジリスク新章』（おうかにんぽうちょう バジリスクしんしょう）は、山田正紀による日本の小説。山田風太郎の『甲賀忍法帖』とせがわまさきの『バジリスク 〜甲賀忍法帖〜』を原案としており、『甲賀忍法帖』の10年後が舞台となっている。講談社より上下2巻で発売。2018年8月時点で累計発行部数は50万部を突破している 。
2018年1月から6月までテレビアニメが放送された。

## あらすじ
「伊賀」と「甲賀」、二つの忍群が血で血を洗い、双方に分かたれながら相思相愛の男と女が激烈なる想いに殉じた「忍法合戦」から十数年の歳月が流れ去った。
寛永の時代、天下太平の世にあって、「忍び」の活躍できる場は年を経るごとに減り、伊賀甲賀も相争うほどの盛りはとうに失せていた。ある隠し里で適度な緊張関係を保ちながら共に暮らす二つの忍群であったが滅するには未だ早いと考え、合意の下に互いの幼い棟梁たちを許嫁とし、一つの「力」を生み出そうとしていた。
甲賀の棟梁・甲賀八郎と伊賀の女棟梁・伊賀響。双方は先代より受け継がれた「瞳術」をその身に宿しており、二人が契ることで、桜花と呼ばれる未知の「力」が発動すると言われている。二人はそのために日々修行をし、その日を待つ。本来ならば目出たき仲であった。二人が血を分けた実の兄と妹でなければ。

## 登場人物

### 主要人物
甲賀八郎（こうが はちろう）
声 - 畠中祐、國立幸（幼少期）
本作の主人公。甲賀五宝連の棟梁。瞳に映る相手の敵意を返す『矛眼術』を持つ。
伊賀響（いが ひびき）
声 - 水瀬いのり
本作のヒロイン。伊賀五花撰の棟梁。瞳に映る相手の敵意を無くす『盾眼術』を持つ。

### 甲賀五宝連
八郎を棟梁とする、甲賀の精鋭たち。幼いながらも圧倒的な才覚と将器を持つ八郎に一目置き、付き従う。其々が己の特性を生かした忍法を持ち、日々精進し技を磨いているストイックな忍びたち。
草薙一馬（くさなぎ かずま）
声 - 桐本拓哉
甲賀五宝連の若き逸材。伴天連竪琴の弦を鍛え上げ、何重にも縒り合せつつ極めて細く仕上げた鞭を操る忍法『天竪琴』を持つ。
緋文字火送（ひもんじ かそう）
声 - 山口りゅう
甲賀五宝連の豪快な手練れ。胃の中に貯めた石油を噴霧状に吐いて引火させ、相手を焼き尽くす忍法『草生炎』を持つ。
七斗鯨飲（しちと げいいん）
声 - チョー
甲賀五宝連の老獪な古参。闇夜であっても燐光を帯びる特殊な汗を大量に放つ忍法『蛍烏賊』を持つ。
遊佐天信（ゆさ てんしん）
声 - 藤翔平
甲賀五宝連の明晰な頭脳。投げ網と見粉うほどに大量かつ広範囲に撒き菱を放つ忍法『千手観音』を持つ。

### 甲賀忍者
碁石才蔵（いし さいぞう）
声 - 德石勝大、小橋里美（幼少期）
新・甲賀五宝連。自分の目を周囲に飛ばし様々な場所を広範囲に見ることができる術『百目』を持つ。
甲羅式部（こうら しきぶ）
声 - 落合福嗣、竹内恵美子（幼少期）
新・甲賀五宝連。生まれながら全身の筋肉が膨張する病にかかっており、膨張を押さえるために常に鎧を着用している。転寝が製作した軽快な伸縮が可能な全身鎧と面頬『犀防具』を身に着けている。
蜩七弦（ひぐらし しちげん）
声 - 市来光弘、櫻庭有紗（幼少期）
新・甲賀五宝連。交わった女を乱れさせる忍法『松籟』を持ち、その応用として昆虫を大量に呼び寄せ操ることができる術を持つ。
根来転寝（ねごろ ごろね）
声 - 三木眞一郎
八郎と響の養育係。新・甲賀五宝連。生まれつき病弱。絡繰り製作が得意で『蓮根銃』や『犀防具』など、様々なものを製造している。自走式の機械『阿修羅』に乗る。

### 伊賀五花撰
響を棟梁とする、伊賀の精鋭たち。響に信頼を置き、更に娘や姫のように可愛がり、甘やかす一面もある忍らしからぬ者たちだが、その実力は本物で、植物の特性を生かした忍法を持ち、特に守備の任務に長けている。
諸行枯葉（しょぎょう かれは）
声 - さかき孝輔
伊賀五花撰の誇り高き大器。品種改良を重ね続け、毒性を強めた彼岸花の花粉を毒ガスのように操る忍法『曼珠沙華』を持つ。
蔦法悦（つた ほうえつ）
声 - 茶風林
伊賀五花撰の堅牢なる守護者。植物の蔦を自在に操り、蔦の結界を入り込んだ者を絡め取り、絞め殺す忍法『蔦投網』を持つ。
色衰逸馬（いろおとろえ いつま）
声 - 村井雄治
伊賀五花撰の霊妙なる奇才。女郎花と男郎花を舞い踊らせ、見た者を欲に溺れた淫らな獣へと変える忍法『黄泉返し』を持つ。
水蓮秋月（すいれん しゅうげつ）
声 - 櫻井トオル
伊賀五花撰の実直なる麒麟児。鳴子のように相手を感知して音を鳴らす忍法『睡蓮掌』と吸血植物と化した睡蓮を手裏剣のように飛ばす忍法『死花化粧』を持つ。

### 伊賀忍者
蓮（はちす）
声 - 早見沙織
滑婆の右腕。新・伊賀五花撰。転寝が製作した回転式拳銃『蓮根銃』を持つ。
涙（るい）
声 - 上田麗奈
新・伊賀五花撰。左目から男を欲情させ乱れさせる効果を持つ涙を流す忍法『胡蝶（こちょう）』を持ち、それを応用し蝶を大量に呼び寄せる術を操れる。
現（うつつ）
声 - 佐倉綾音
新・伊賀五花撰。素果布を広げることで発動する幻術『夢寐うつつ』を持つ。
滑婆（なめんば）
声 - 名塚佳織
八郎と響の養育係。新・伊賀五花撰。蜘蛛の糸で製作され、飛行可能な『羽衣』を持つ。

### 成尋衆
孔雀啄（くじゃく ついばむ）
声 - 豊永利行
特異な砂時計を用いて時を操る秘術『時逆鉾（ときのさかほこ）』を持つ。その正体は、「第六天魔王」織田信長の家臣であった森蘭丸（もり らんまる）。
輪廻孫六（りんね まごろく）
声 - 土田大
鞘の下げ緒を揺らめかせ、空間を超越した異界を作り出す秘術『金剛楼閣（こんごうろうかく）』を持つ。
涅哩底王（ねいり ちおう）
声 - 佐々木梅治
現世に存在しないはずの神や魔を召喚、使役する秘術『魔獣召喚』を持つ。
夜叉至（やしゃ いたる）
声 - 堀江由衣
鏡を使い、その鏡を見た相手の一生を走馬灯のように全て悪しきものであったかの如く見せ続けることで、自らの人生に絶望させ自死に至らせる秘術『宿命通（しゅくめいつう）』を持つ。
成尋（じょうじん）
声 - 土師孝也
成尋衆の首魁。相手を意のままに操る『狂儡（くぐつ）』を持つ。忠長に将軍家への謀反を焚き付け、自らの力を忠長に示すため、成尋衆によって甲賀五宝連と伊賀五花撰を葬り去る。

### 徳川幕府
国千代 / 徳川忠長
声 - 鈴宮早織（国千代） / 岡野友佑（忠長）
家光の実弟で、駿河遠江五十五万石の領主。
徳川家康
声　- 玄田哲章
初代将軍。
徳川秀忠
声 - 長克巳
二代目将軍。
竹千代 / 徳川家光
声 - 廣田悠美（竹千代） / 高木渉（家光）
三代目将軍。忠長の実兄で、当代の将軍。
江（もしくは江与）
忠長の生母。大御台所
千姫
声 - 小倉唯
天海（てんかい）
声 - 麦人
徳川家康の側近を務めた僧。配下の忍法僧を派遣し、成尋衆打倒に暗躍する。

### 忍法僧
皮膚坊（はだえぼう）
声 - 浜田賢二
天海僧正配下の忍法僧の一人。体幹構造を自在に変化させることができる体術の使い手。成尋衆を打倒するため伊賀・甲賀を利用しようと八郎に近づく。
守宮坊（やもりぼう）
両手に吸盤を持つ。
明滅坊（めいめつぼう）
蠅の目を持ち、常人の十倍の速さで動く事ができる。
曾肥坊（ひひぼう）
全身の皮膚に乳腺を持つ。
阿吽坊（あうんぼう）
天海を守護する忍法僧。天海の勅命で成尋衆の動向を探る。

### その他
服部響八郎（はっとり きょうはちろう）
服部半蔵の息子。
漫画版では八郎と響の養父となっており、和解した甲賀と伊賀の忍が住む慈尊院村の忍頭を務める。全身に火薬を纏い相手ごと自爆する忍法『紅蓮刃（ぐれんじん）』を持つ。
朧（おぼろ）
声 - 水樹奈々
八郎と響の母親。
榊文之進
声 - 布施川一寛
醜郎
声 - 竹内良太
ツナギ
声 - 福西勝也
現の父
声 - 滝知史
才蔵の父
声 - 松山鷹志
七弦の母
声　- 高橋理恵子
蓮の兄
声　- 野島裕史
五郎左
声　- 佐々木義人
「鷹の五郎左」の渾名を持つ鉄砲の名手。甲賀の忍び討伐の遊撃手として派遣された。
庵主
声　- 野沢由香里
織田信長
声 - 山野井仁

## 用語
高野山慈尊院村
紀伊国（現在の和歌山県）の山奥にある忍びの村。甲賀、伊賀の若き忍たちと、両忍びの男女の教育係が住まい、日々己の忍法に磨きをかけている。
天膳桜
慈尊院村に聳え立つ一本の桜の木。『枯れることがない』という伝承があり、嘗て『死ぬことがない』と謳われた薬師寺天膳の名を冠している。
おとし茶屋
高野山麓の目抜き通りにある茶屋。慈尊院村が成尋衆の襲撃を受けた後、伊賀の女忍者たちが資金調達のために始めた茶屋。従業員たちの器量も相まって、店の繁盛具合はかなり良い。
人別帖
嘗て、三代将軍跡継ぎ問題から起こった甲賀と伊賀の忍びたちによる忍法殺戮合戦。その開戦の際に、両陣営の棟梁に其々に渡された巻物。合戦の参加者たる甲賀、伊賀の精鋭たる十傑の忍びが書かれている。
盾眼術
響が親から譲り受けた特殊な瞳術。母が持っていた、相手の忍法を強制的に解除する『破幻の瞳』とは異なり、瞳に映る相手の敵意を無くし、戦闘不能の状態に陥れる。
矛眼術
八郎が親から譲り受けた特殊な瞳術。瞳に映る相手の敵意をそのまま返し、術に囚われた相手は攻撃対象が自分自身と思い込み、自滅に追い込む。
桜花
『矛眼術』を持つ八郎と『盾眼術』を持つ響が見つめ合い、感情が高ぶったときに発生する謎の現象。その発生要因や仕組み、どのようなことが起こっているのかは特定されておらず、大災害を生む可能性があるとされる。
黒鍬衆
将軍家に召し使える伊賀の流れを汲む忍たち。忍としての地位はあまり高くない。手練の武士たちを一瞬で葬り去るほどの実力を持つ。理由は不明だが、将軍家光の実弟である忠長への奇襲を企てる。
浮き雲
黒鍬衆が得意とする忍法。自身の体を雲のように浮かすことが可能で、三次元的な攻撃で相手を翻弄する。その原理は不明。
闇堤灯
闇を生み出す忍法。その原理は不明。
叢雲
立体輪廻を表した第一層「畜生堂」、第二層「餓鬼堂」、第三層「修羅堂」、第四層「地獄堂」、最上層「人間堂」の五層構造からなる異形の鳳輦車。
雨
抜刀隊「驟雨」、鉄砲隊「雷雨」、別働隊「霖雨」の三部隊からなる成尋の私兵
五郎左
鷹の五郎左から鹵獲した特殊な構造をした大鉄砲。

## 書誌情報

### 小説
- 山田正紀『桜花忍法帖 バジリスク新章』講談社（講談社タイガ）
  - 上 2015年11月19日発売 ISBN 978-4-06-294007-8
  - 下 2015年12月17日発売 ISBN 978-4-06-294008-5

### 漫画
『週刊ヤングマガジン』（講談社）にて、2017年34号から2019年19号までシヒラ竜也による漫画『バジリスク 〜桜花忍法帖〜』が連載された。後述のテレビアニメ版と同じタイトルであるが、内容は原作やアニメ版とは異なる点も多い。
- 山田正紀（原作）、シヒラ竜也（漫画）、せがわまさき（キャラクター原案） 『バジリスク 〜桜花忍法帖〜』 講談社〈ヤンマガKC〉、全7巻
  1. 2017年11月6日発売 ISBN 978-4-06-510356-2
  2. 2018年2月5日発売 ISBN 978-4-06-510892-5
  3. 2018年5月7日発売 ISBN 978-4-06-511454-4
  4. 2018年8月6日発売 ISBN 978-4-06-512438-3
  5. 2018年11月6日発売 ISBN 978-4-06-513561-7
  6. 2019年3月6日発売 ISBN 978-4-06-514564-7
  7. 2019年6月6日発売 ISBN 978-4-06-516131-9

## テレビアニメ
2018年1月より6月まで『バジリスク 〜桜花忍法帖〜』のタイトルで放送された。ナレーションは朧役の水樹奈々が担当する。また、前作で登場した人物に関しては基本、同一キャストであるが、竹千代、国松、徳川家康役については諸事情により交代している。

### スタッフ
- 原作 - 山田正紀
- 監督 - 西村純二
- 監督助手 - 菅野幸子
- シリーズ構成 - 大西信介
- キャラクター原案 - せがわまさき
- キャラクターデザイン - 牧孝雄
- プロップデザイン - 岩畑剛一
- サブキャラクターデザイン - 小菅和久
- 美術設定 - 吉原一輔
- 美術監督 - 海津利子
- 色彩設計 - 中尾総子
- 3DCG - テトラ
- 特殊効果 - 福田直征
- 編集 - 関一彦
- 音響監督 - 横田知加子
- 音響制作 - グロービジョン
- 音楽 - 坂部剛
- 音楽制作 - キングレコード
- プロデューサー - 鈴木廉太、辰澤奈津子、日高功、澁澤洋
- 撮影監督・アニメーション制作プロデューサー - 北岡正
- アニメーション制作 - セブン・アークス・ピクチャーズ
- 製作 - 桜花忍法帖製作委員会（ユニバーサルエンターテインメント、キングレコード、講談社）

### 主題歌
オープニングテーマ「桜花忍法帖」（第1話 - 第24話）
作詞・作曲 - 瞬火 / 歌 - 陰陽座
エンディングテーマ
「HOT BLOOD」（第1話、第3話、第4話、第7話 - 第10話、第13話、第15話、第17話、第20話、第21話、第24話）
作詞・歌 - 水樹奈々 / 作曲 - 山田竜平 / 編曲 - 加藤裕介
「粋恋」（第2話、第5話、第6話、第11話、第12話、第14話、第16話、第18話、第19話、第22話、第23話）
作詞 - 岩里祐穂 / 作曲 - K-WONDER & SAS3 / 編曲 - 藤間仁 / 歌 - 水樹奈々

### 各話リスト
| 話数   | サブタイトル       | 脚本                | 絵コンテ            | 演出                                              | 作画監督 | 総作画監督         |
| ------ | ------------------ | ------------------- | ------------------- | ------------------------------------------------- | --- | ------------------ |
| 第1話  | 桜花咲きにけり     | 大西信介            | 西村純二            | 西村純二                                          | 小菅和久、橋本貴吉                                                                                               | 牧孝雄             |
| 第2話  | 五宝連、推参す     | 大西信介            | 西村純二            | 辻橋綾佳                                          | 吉田徹、河本美代子                                                                                               | 牧孝雄、八木流     |
| 第3話  | 甲賀、散るべし     | 大西信介            | 西村純二            | 中村近世                                          | Jung chul gyo | 八木流             |
| 第4話  | 成尋衆、顕現す     | 大西信介            | 西村純二            | 高林久弥                                          | Hwang Seong-won、Seo Soon-young Seo Jeong-ha                                                                     | -                  |
| 第5話  | 桜花、狂奔す       | 大西信介            | 西村純二            | 吉田俊司                                          | Lee Se Jong、LIM CHAE DEOK PARK YOON OK、KIM JEONG WOO 望月俊平、冨永一仁、金子俊太朗 大森春輝、菅野幸子         | -                  |
| 第6話  | 凶雲、胎動す       | 大西信介            | 西村純二            | 小坂春女                                          | 吉田徹、河本美代子 石田啓一、久松沙紀                                                                            | -                  |
| 第7話  | 忠長、翻心す       | 大西信介 大西泰二郎 | 小林一三            | 浅見松雄                                          | 白鳥弘公、小林一三 橋本貴吉                                                                                      | 大塚あきら         |
| 第8話  | 成尋、再来す       | 増田貴彦            | 西村純二 菅野幸子   | 太井理弘 Lim Jin-wook                             | Hwang Seong-won、Kim Seong-beom 平田賢一、金子健太朗 菅野幸子、新垣一成                                          | -                  |
| 第9話  | 胡蝶、舞えり       | 西村ジュンジ        | 小林一三            | 藤代和也                                          | Jung Chul Gyo | 大塚あきら         |
| 第10話 | 羽衣、修羅を見たり | 増田貴彦            | 高林久弥            | 高林久弥                                          | Lee Se Jong、金正祐 金明心                                                                                       | 牧孝雄             |
| 第11話 | 汝、犀の角のごとく | 大西信介            | 小坂春女            | 小坂春女                                          | 橋本貴吉、藤田正幸 久松沙紀、吉田徹 石田啓一                                                                     | 牧孝雄、小菅和久   |
| 第12話 | 松籟、吹き抜けり   | 大西信介            | 中山岳洋            | 中村近世                                          | Jung Chul Gyo、Shin Min Seop Lee Sang Jin                                                                        | 大塚あきら         |
| 第13話 | 現奈落の夢を見る   | 大西信介            | 岩畑剛一            | 大井理弘 Lim Jin-wook Hwang Seong-won Park Jae-ik | Hwang Seong-won、Kim Seong-beom You Sung-hee、Park Ga-young                                                      | 牧孝雄             |
| 第14話 | 叢雲、滅すべし     | 増田貴彦            | 松尾衡              | 浅見松雄                                          | 白鳥弘公、小林一三                                                                                               | 牧孝雄             |
| 第15話 | 盾眼、謀られたり   | 大西信介            | 東海林真一 西村純二 | 戸澤俊太郎 粟井重紀                               | Park yun ok、Kim myoung sim 粟井重紀、小林一三 平田賢一、藤田正幸 服部憲知、柴田志郎 坂田理、新垣一成 河本美代子 | 大塚あきら、牧孝雄 |
| 第16話 | 巨城、鳴動す       | 大西信介            | 西村純二            | 大平直樹                                          | 粟井重紀、小島智加 水澤智可、山川俊哉                                                                            | 牧孝雄             |
| 第17話 | 一同、修羅に集う   | 西村ジュンジ        | 鈴木卓夫            | 大井理弘                                          | Hwang Seong-won、Kim Seong-beom                                                                                  | 牧孝雄             |
| 第18話 | 桜花、散るべし     | 増田貴彦            | 中山岳洋            | Lim Jin-wook Hwang Seong-won Park Jae-ik 浅見松雄 | Hwang Seong-won、Kim Seong-beom You Sung-hee、Park Ga-young                                                      | 大塚あきら 牧孝雄  |
| 第19話 | 百目、宿命を見たり | 大西泰二郎          | 高林久弥            | 高林久弥                                          | Lee Sang Jin、Jung Chul Gyo Shin Hyung Sik、櫻井拓郎                                                             | 牧孝雄             |
| 第20話 | 蓮華、俱に見るべし | 増田貴彦            | 小林一三            | 浅見松雄                                          | 白鳥弘公、小林一三                                                                                               | 牧孝雄             |
| 第21話 | 於母影、失せるべし | 大西信介            | 西村ジュンジ        | 大井理弘                                          | Hwang Seong-won、Kim Seong-beom                                                                                  | 大塚あきら         |
| 第22話 | 魔、黄泉返りたり   | 大西泰二郎          | 岩畑剛一            | 粟井重紀                                          | HANIL、Hwang Seong-won Kim Seong-beom                                                                            | 牧孝雄             |
| 第23話 | 桜花、乱れあう     | 大西信介            | 西村純二            | 高山秀樹                                          | Lee Sang Jin、Jung Chul Gyo Shin Hyung Sik、Shin Min Seop                                                        | 牧孝雄             |
| 第24話 | 桜花、咲き戻りたり | 大西信介            | 西村純二            | 太井理弘                                          | 小菅和久、藤田正幸 吉岡敏久                                                                                      | 牧孝雄             |

### 放送局
| 放送期間               | 放送時間                     | 放送局     | 対象地域 | 備考                      |
| ---------------------- | ---------------------------- | ---------- | -------- | ------------------------- |
| 2018年1月9日 - 6月19日 | 火曜 0:00 - 0:30（月曜深夜） | TOKYO MX   | 東京都   |                           |
|                        |                              | サンテレビ | 兵庫県   |                           |
|                        |                              | KBS京都    | 京都府   |                           |
|                        |                              | BS11       | 日本全域 | BS放送 / 『ANIME+』枠     |
|                        | 火曜 0:30 - 1:00（月曜深夜） | AT-X       | 日本全域 | CS放送 / リピート放送あり |
|                        | 火曜 1:00 - 1:30（月曜深夜） | tvk        | 神奈川県 |                           |

| 配信期間                | 配信時間                     | 配信サイト |
| ----------------------- | ---------------------------- | --- |
| 2018年1月10日 - 6月20日 | 水曜 12:00 更新              | dアニメストア hulu バンダイチャンネル dTV U-NEXT アニメ放題 あにてれ GYAO! GYAO!ストア Rakuten TV Amazonビデオ ふらっと動画 ニコニコチャンネル FOD |
|                         | 水曜 23:00 - 23:30           | AbemaTV |
| 2018年1月11日 - 6月21日 | 木曜 0:30 - 1:00（水曜深夜） | ニコニコ生放送 |

### BD
| 巻 | 発売日        | 収録話          | 規格品番        |
| -- | ------------- | --------------- | --------------- |
| 上 | 2018年6月27日 | 第1話 - 第12話  | KIXA-90795〜7   |
| 下 | 2018年9月26日 | 第13話 - 第24話 | KIXA-90798〜800 |

### Webラジオ
甲賀八郎役の畠中祐と蜩七弦役の市来光弘によるWebラジオ『ラジリスク新章 〜甲賀忍放送〜』と、伊賀響役の水瀬いのりと現役の佐倉綾音によるWebラジオ『ラジリスク新章 〜伊賀忍放送〜』が、2018年1月14日から7月1日までYouTubeと音泉にて隔週日曜正午に交互に配信された。

## パチンコ
- Pバジリスク 〜桜花忍法帖〜（2021年、ユニバーサルエンターテインメント）[9]